# ۷۰ دلو
۷۰ دلو یک ستاره است که در صورت فلکی دلو قرار دارد.